# 駿河台

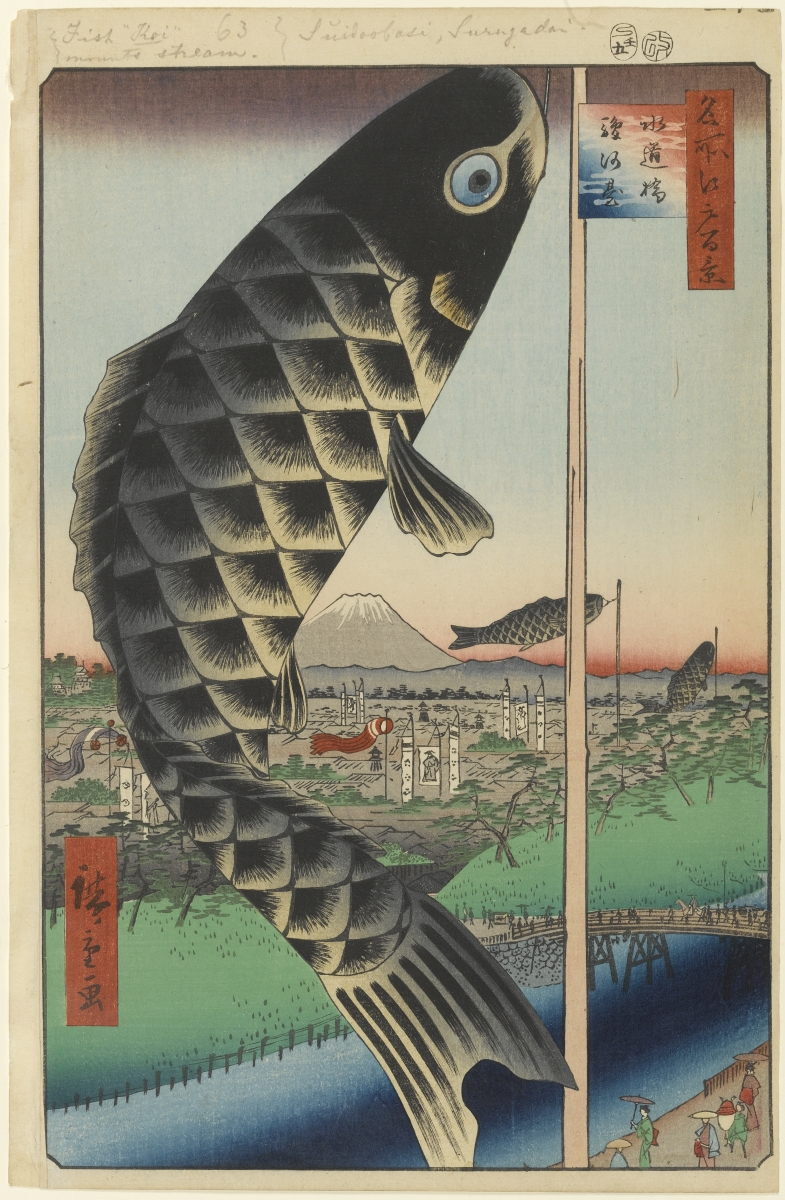
歌川広重『名所江戸百景 水道橋駿河台』
名所浮世絵揃物『名所江戸百景』の1図。安政3-4年（1857年）作。空高く鯉幟が泳ぐ皐月のころの駿河台。

駿河台（するがだい）とは、日本の南関東にある台地の一つ。現在行政区画上では東京都千代田区北部にある地形で地域。標高約17メートル。
秋葉原の南西、千代田区神田駿河台一丁目と二丁目に位置する。
元来は、北に位置する本郷台地（cf. 本郷）の南端に当たる「神田山（）」という高台（丘）であった。江戸幕府二代将軍・徳川秀忠の命を受けた仙台藩祖・伊達政宗が1620年（元和6年）に仙台堀（神田川）を開削したことにより、湯島台と駿河台とに分離され、孤立した高台となった。神田川を挟んで北側に位置する湯島台とは、聖橋とお茶の水橋により台地上端の標高で結ばれている。削って下町を埋めたために、今は台地ではないところもある。

## 特徴
「神田四学」という私立の法律学校4校（明治・日本・中央・専修）が明治時代に創立され、以来、日本大学（理工学部、歯学部）や明治大学本部を初めとする私立大学や駿台予備学校などの予備校・専門学校が多く集まっているほか、神田川の対岸は東京医科歯科大学、順天堂大学、近隣には専修大学等が存在し、国内有数の学生街となっている。かつては中央大学や東京高等商工学校（埼玉工業大学）なども駿河台に本部を置き、明治時代には法政大学の校舎もあった。なお、明治大学、日本大学、中央大学はいずれも法律学校から始まっている。
キリスト教・正教会の一員たる日本ハリストス正教会の本拠ニコライ堂（東京復活大聖堂）が当地にある。
駿河台日本大学病院、杏雲堂病院など、病院が多く存在するほか、学生向けから発展したスポーツ用品店、楽器店なども多い。隣接する神田神保町は日本最大級の古書店街である。
1960年代後半の全共闘運動では、多くの大学が存在したことから、「神田カルチェラタン」「日本のカルチエ・ラタン」とよばれ、警察との対決の主戦場となり、一時は「神田解放区」を現出させた。「神田カルチェ・ラタン闘争」も参照のこと。

## 主な施設など
- 明治大学駿河台キャンパス - 1886年（明治19年）開設。
- ニコライ堂（東京復活大聖堂） - 1891年（明治24年）竣工。
- アテネ・フランセ - 1913年（大正2年）1月21日設立。
- 日本大学
  - 歯学部 - 1916年（大正5年）設立。
  - 理工学部 - 1920年（大正9年）設立。
- 聖橋 - 1927年（昭和2年）竣工。
- 東京医科歯科大学 駿河台キャンパス - 1930年（昭和5年）12月設立。
- 山の上ホテル - 1954年（昭和29年）1月20日開業。
- 連合会館（旧・総評会館） - 1955年（昭和30年）5月20日竣工[13]。日本労働組合総連合会本部。
- 新お茶の水ビルディング

1981年（昭和56年）竣工。所有者である日本出版販売は1949年（昭和24年）9月10日に当地で創業。
- 日立製作所本社ビル（2006年以降：御茶ノ水セントラルビル）

1983年（昭和58年）3月竣工。2010年（平成22年）解体。
- 三井住友海上駿河台ビル - 1984年（昭和59年）3月竣工。三井住友海上火災保険本社ビル（旧・三井海上本社ビル）。
- 中央大学 駿河台記念館 - 1985年（昭和60年）竣工。
- 日本大学カザルスホール - 1987年（昭和62年）9月竣工。
- 東京YWCA会館 - 1990年（平成2年）2月竣工[14]。
- 御茶ノ水ソラシティ

2013年（平成25年）4月12日開業。御茶ノ水セントラルビル（旧・日立製作所本社ビル）の跡地に建てられた。

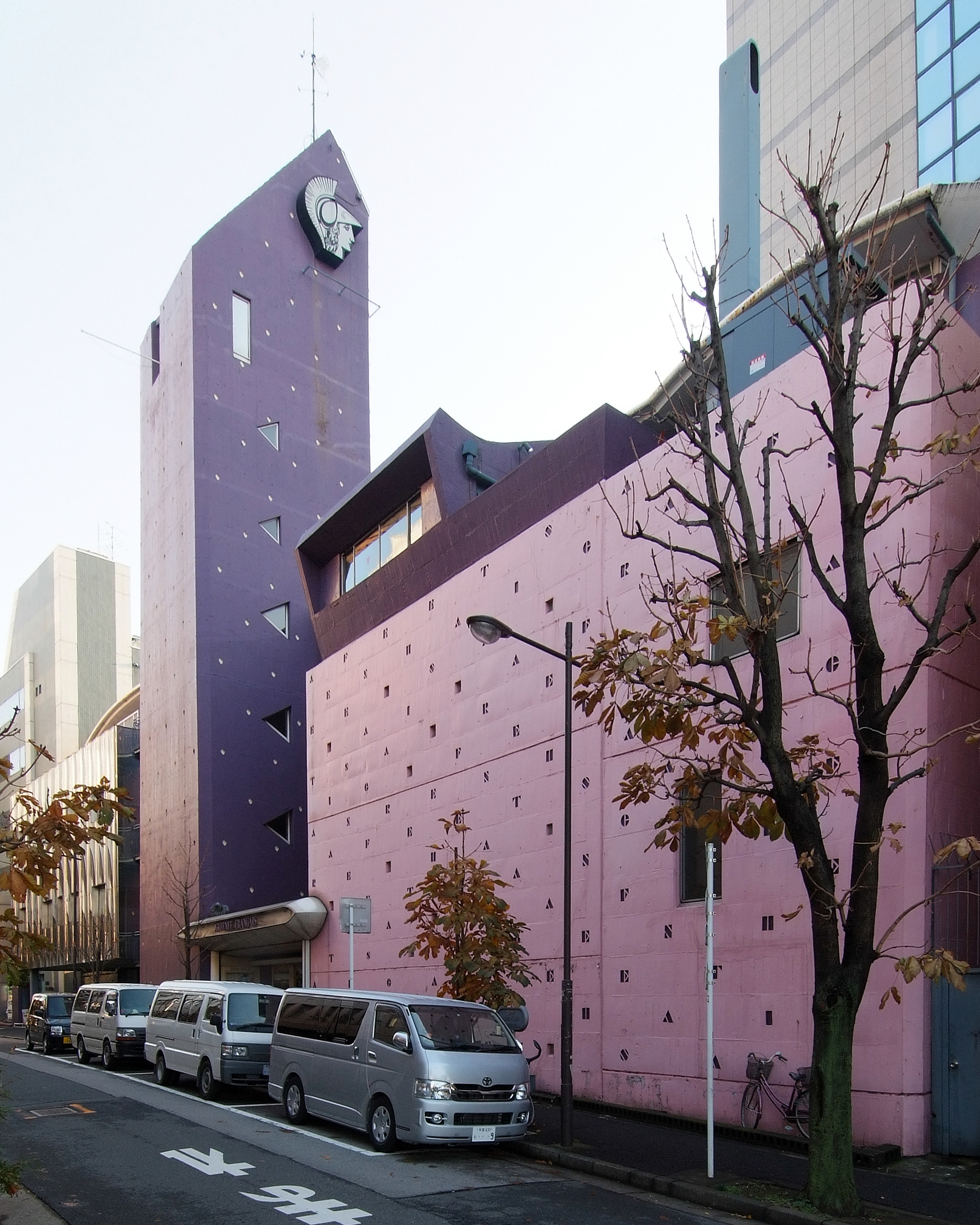
アテネ・フランセ（2008年撮影）
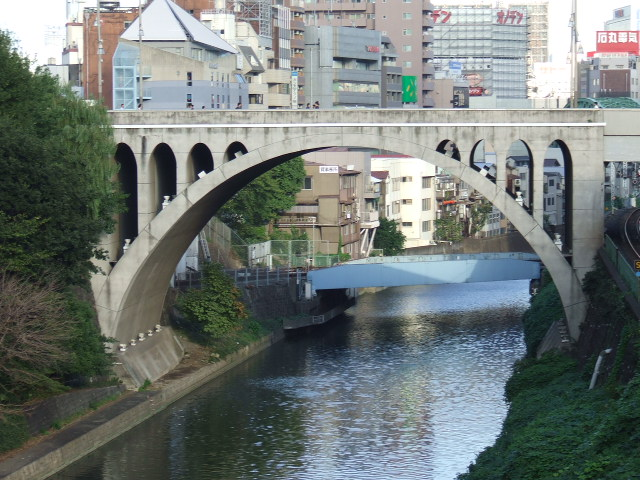
聖橋（2007年撮影）
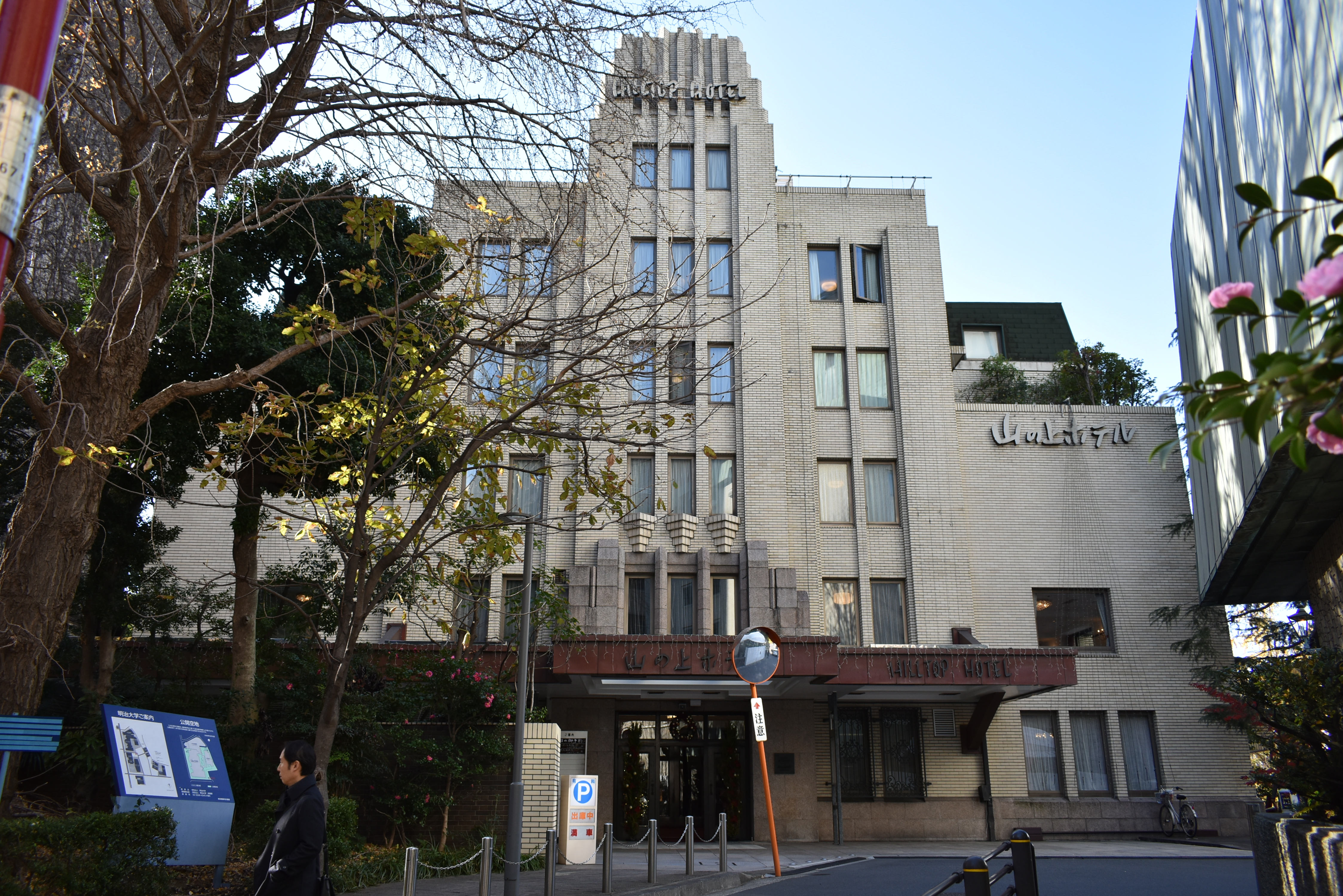
山の上ホテル（2018年撮影）
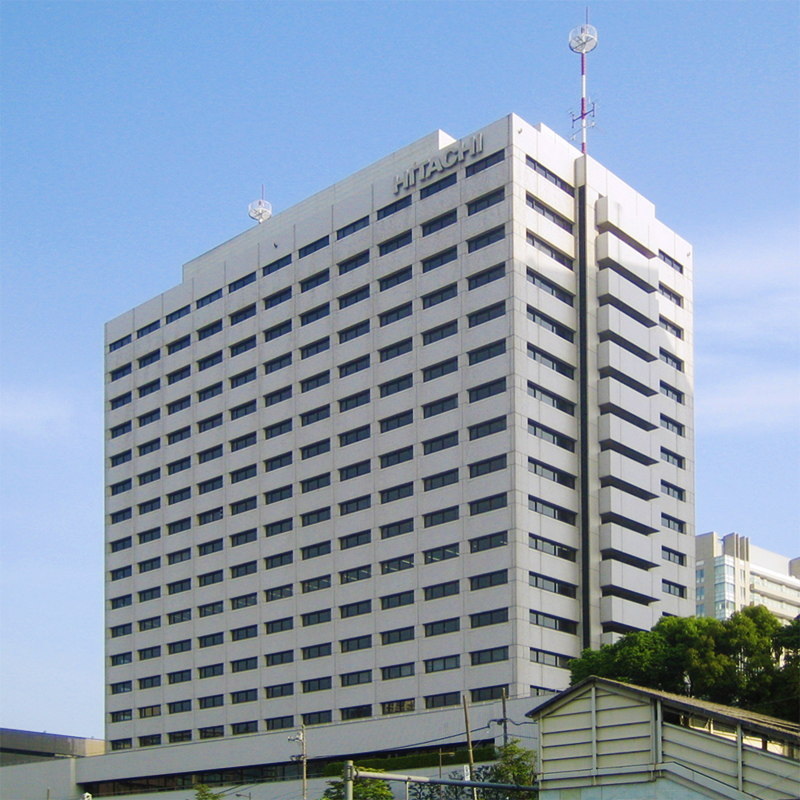
御茶ノ水セントラルビル（2006年撮影）
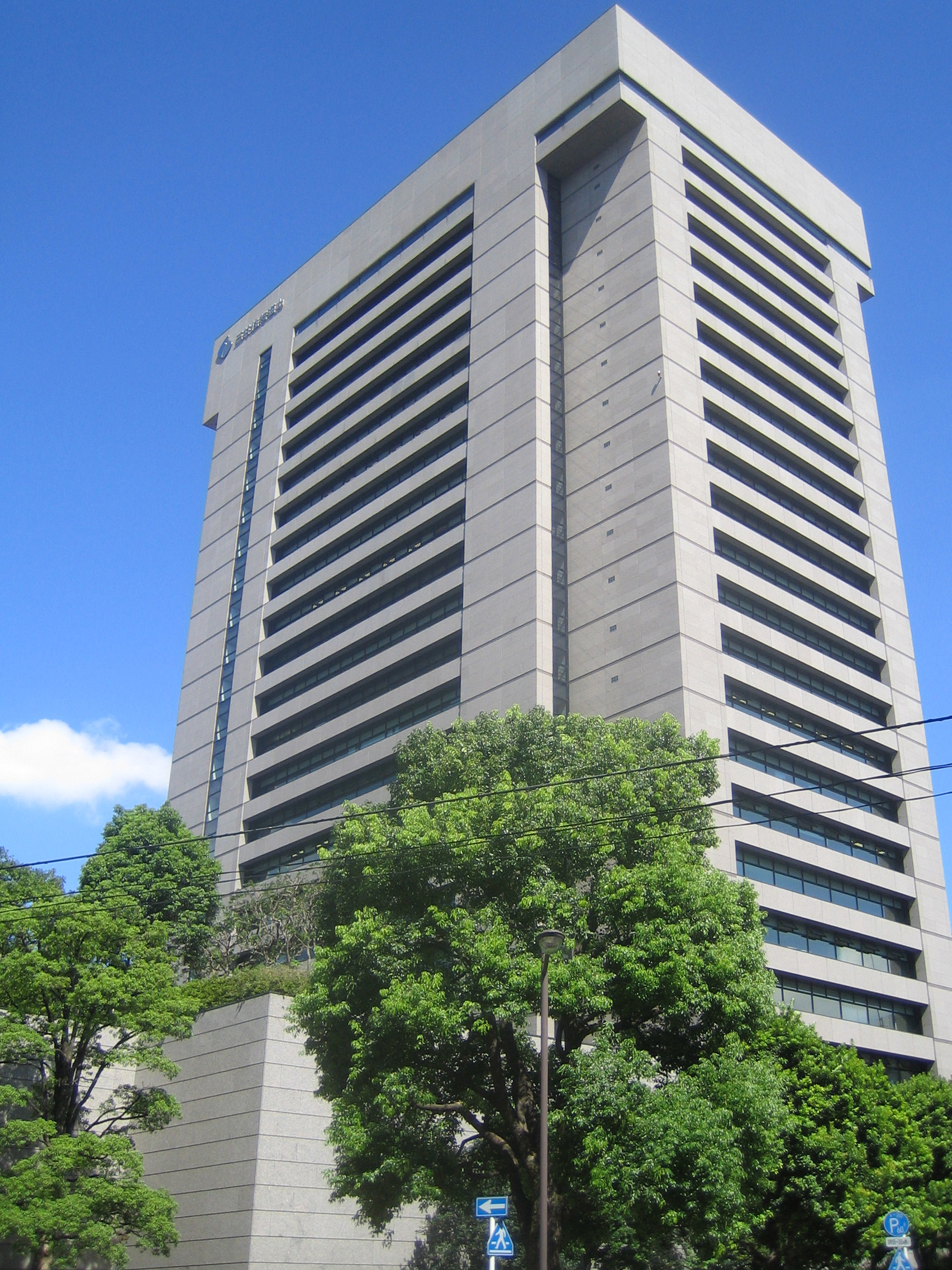
三井住友海上駿河台ビル（2017年撮影）
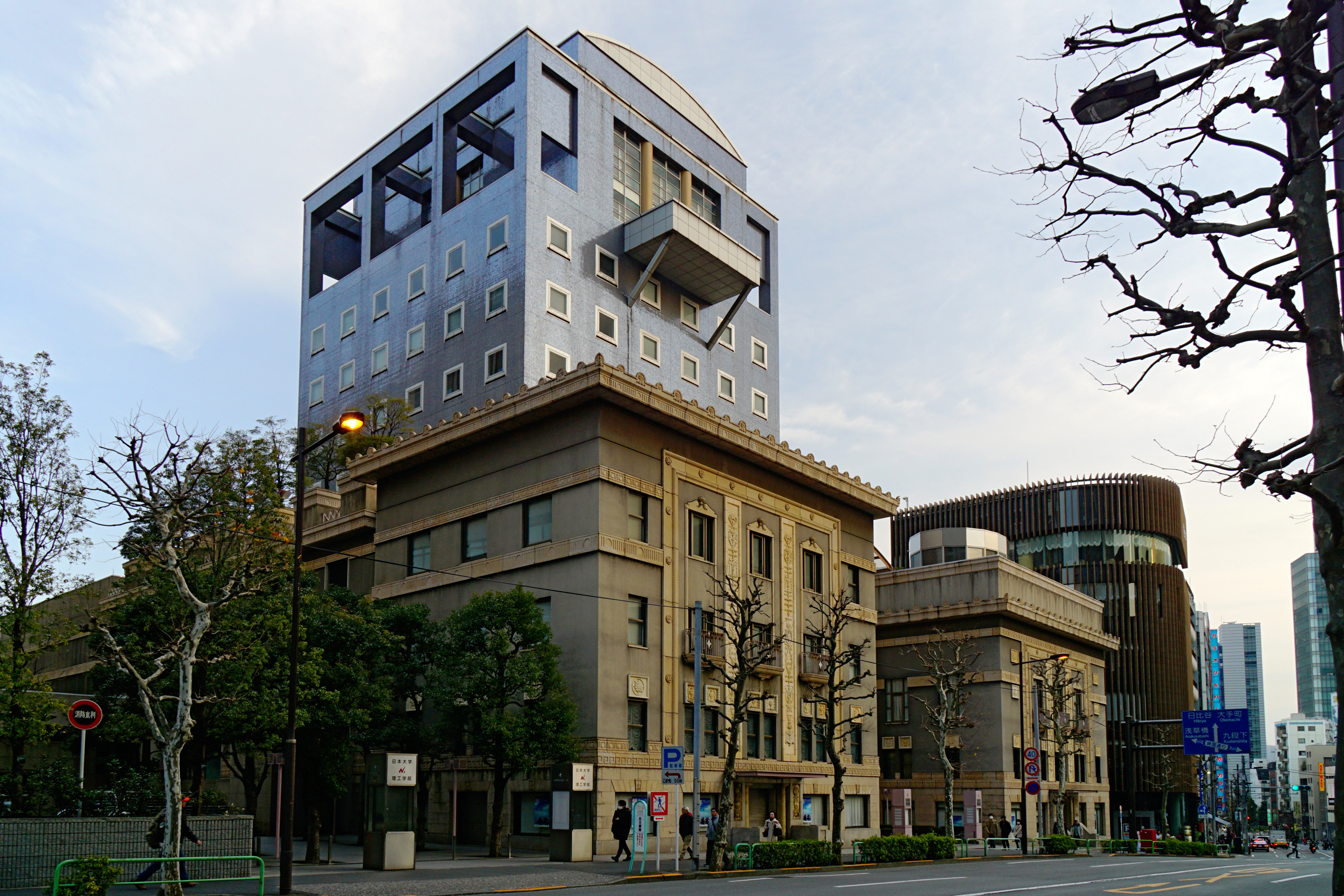
日本大学カザルスホール（2017年撮影）
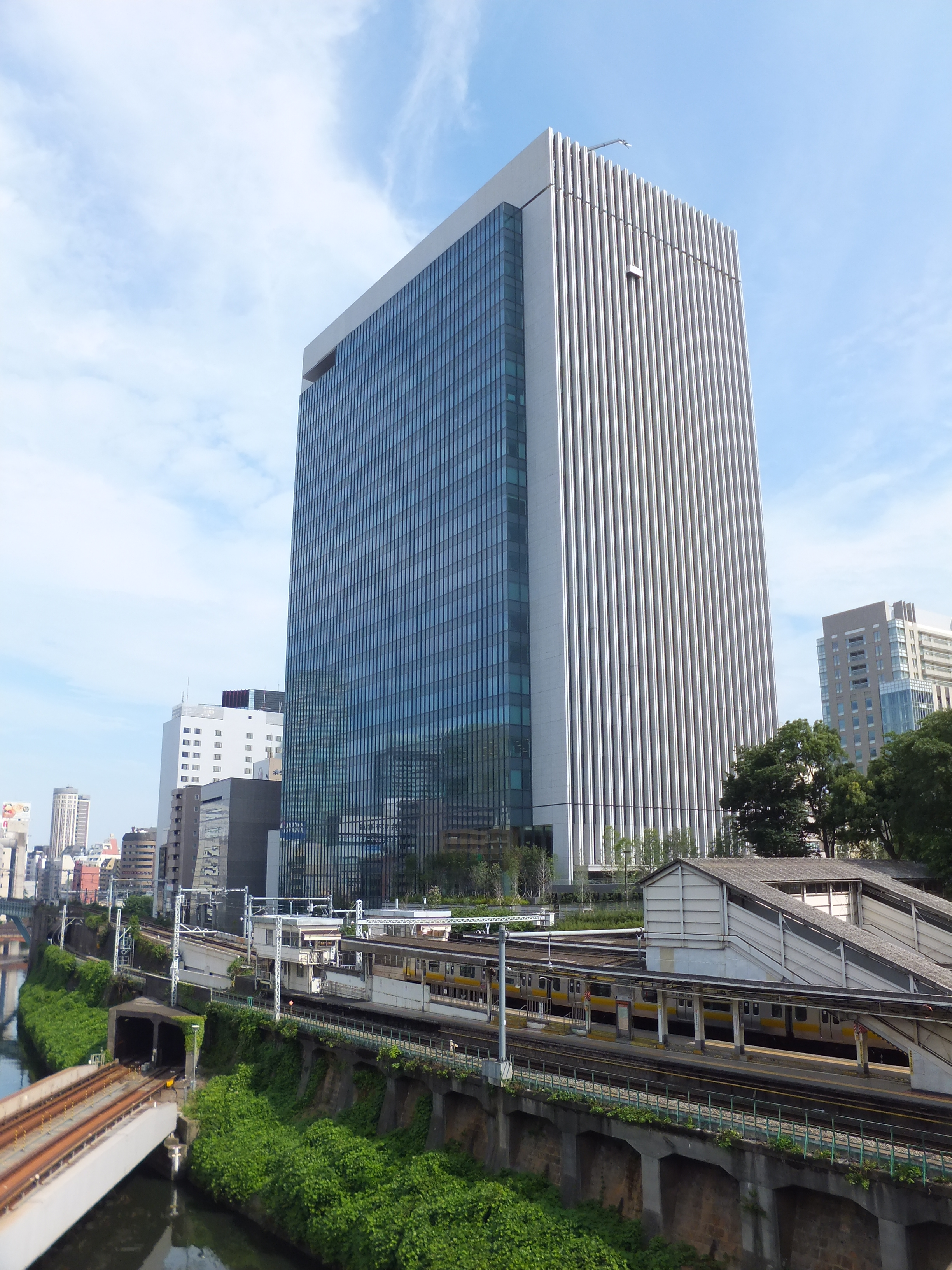
御茶ノ水ソラシティ（2013年撮影）

## 地名の由来

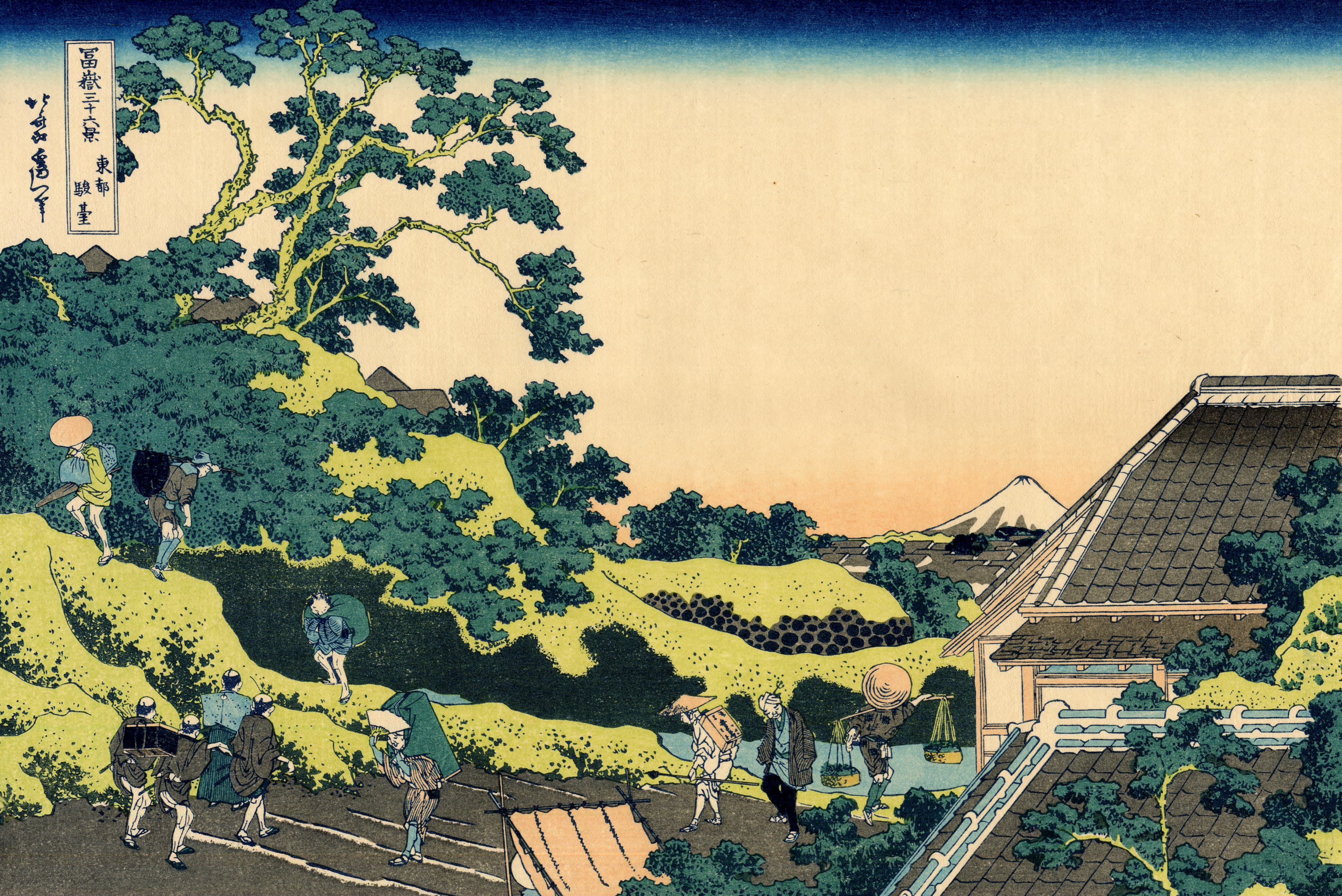
葛飾北斎『冨嶽三十六景』「東都駿台」

江戸時代初期に、駿府（駿河府中、現・静岡市葵区付近）から江戸（東京都区部）に移住した徳川家康の家臣が富士山が見えるこの地に居を構えたことに由来する。

## 最寄り駅
- 御茶ノ水駅 - 東日本旅客鉄道（JR東日本）中央線（快速）・中央・総武線（各駅停車）、東京地下鉄（東京メトロ）丸ノ内線
- 新御茶ノ水駅 - 東京メトロ千代田線
- 神田駅 - JR東日本山手線・京浜東北線・中央線（快速）、東京メトロ銀座線
- 神保町駅 - 都営地下鉄三田線・新宿線、東京メトロ半蔵門線

## 出身者
- 池野成一郎 - 植物学者。
- 岩永裕吉 - 通信事業経営者。
- 内井昭蔵 - 建築家。
- 小栗忠順 - 幕臣。
- 亀井万喜子 - 実業家。
- 五島昇 - 実業家。
- 島津保次郎 - 映画監督。
- 鈴木重嶺 - 旗本。
- 滝川具挙 - 旗本。
- 野口保興 - 地理学者。
- 平賀敏 - 実業家。
- 村井多嘉子 - 料理研究家。

## 各地の駿河台
東京都の「駿河台」の由来になった駿河国は現在の静岡県の中部にあたり、静岡市駿河区の登呂遺跡付近に、「駿河台」という住宅街がある。
静岡市以外にも、富士市や藤枝市、沼津市の郊外に、同じく「駿河台」という住宅街がある。
千葉県船橋市にも同様の地名がある。